# Eskortowiec oceaniczny

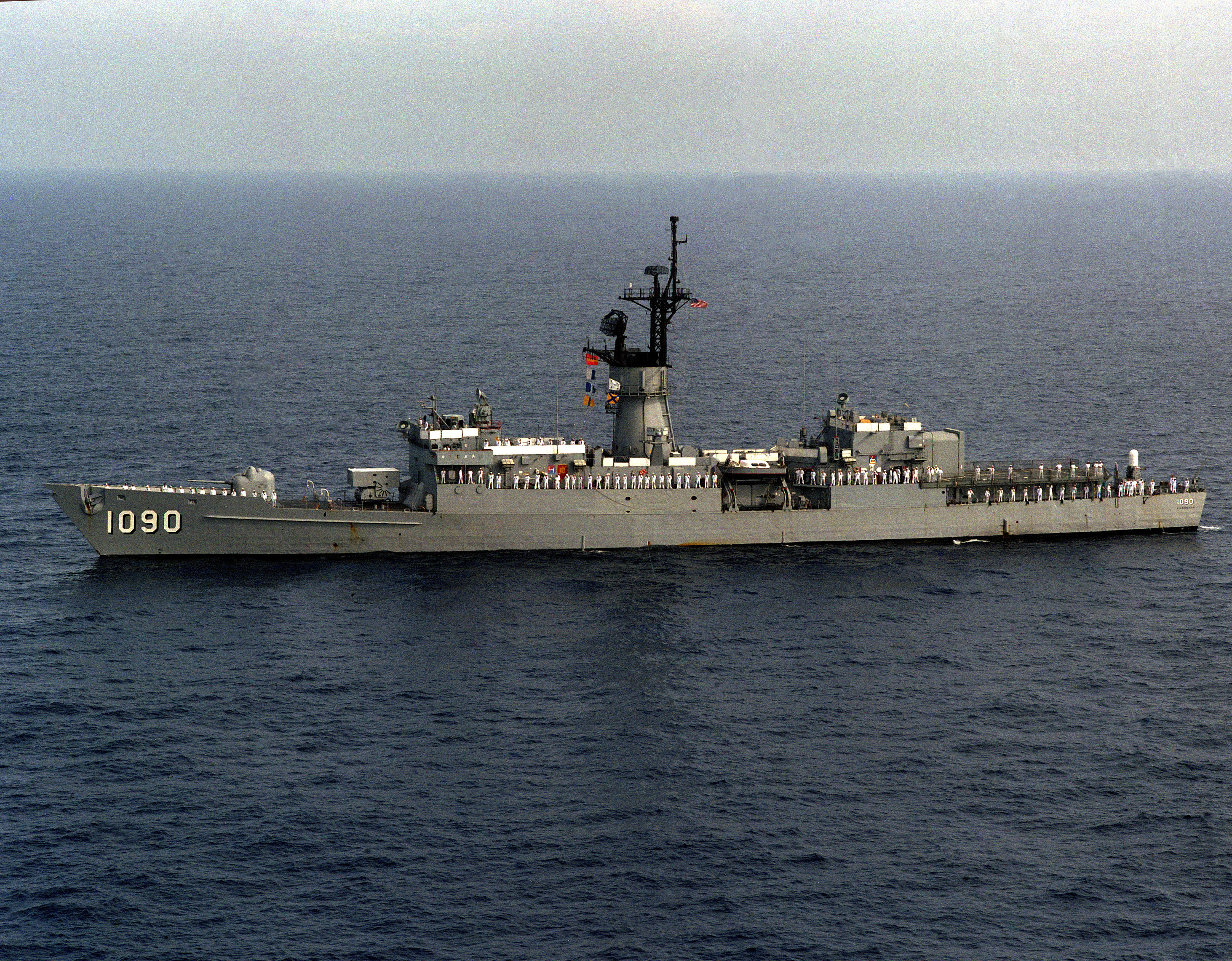
Fregata rakietowa USS "Ainsworth" (FF-1090) typu Knox była klasyfikowana jako eskortowiec oceaniczny (DE-1090)

Eskortowiec oceaniczny (ang. ocean escort) – klasa okrętów Marynarki Wojennej Stanów Zjednoczonych, przeznaczonych do wykonywania zadań eskortowych na wodach oceanicznych.
Eskortowce oceaniczne wyewoluowały z budowanych masowo w czasie II wojny światowej okrętów klasy niszczycieli eskortowych. Były przeznaczone głównie do eskortowania konwojów. Ich konstrukcja opierała się na prostych rozwiązaniach, tak aby w przypadku działań zbrojnych można je było szybko budować, natomiast w czasie pokoju miały charakteryzować się niskim nakładem kosztów produkcyjnych.
Oznaczenie kadłuba literami "DE" zostało przejęte od niszczycieli eskortowych (ang. destroyer escort). Były przeznaczone do zwalczania okrętów podwodnych, natomiast ich odmiana oznaczona jako "DEG" (ang. destroyer escort guided) do walki z lotnictwem. Dlatego też te ostatnie zostały wyposażone w przeciwlotnicze kierowane pociski rakietowe średniego zasięgu RIM-24 Tartar.
W innych krajach odpowiednikiem amerykańskich eskortowców oceanicznych były fregaty. W ramach reformy klasyfikacji okrętów w 1975 roku w Marynarce Wojennej Stanów Zjednoczonych dotychczasowe oznaczenie eskortowców oceanicznych (DE/DEG) zostało zmienione na fregaty lub fregaty rakietowe (FF/FFG – frigate / guided missile frigate), aby dostosować klasy okrętów do standardów międzynarodowych i umożliwić porównywanie potencjału flot wojennych.